# 因德克斯鎮區 (密蘇里州卡斯縣)
因德克斯鎮區（英語：Index Township）是位於美國密蘇里州卡斯縣的一個行政鎮區。

## 地方資料
因德克斯鎮區的面積為96.03平方千米，當中陸地面積為95.56平方千米，而水域面積為0.47平方千米。根據2020年美國人口普查的數據，當地共有人口1299人，而人口密度為每平方千米13.53人。